# 丰塔讷 (洛泽尔省)
丰塔讷（法語：Fontanes，法語發音：[fɔ̃tan]）是法国洛泽尔省的一个旧市镇，属于芒德区。2016年，丰塔讷与市镇诺萨克合并为新市镇诺萨克-丰塔讷。

## 地理
丰塔讷（44°46'12"N, 3°47'7"E）面积11.28 平方千米，位于法国奧克西塔尼大區洛泽尔省，该省份为法国南部内陆省份，北起上盧瓦爾省和康塔爾省，西接阿韦龙省，南至加尔省，东临阿尔代什省。
与丰塔讷接壤的市镇（或旧市镇、城区）包括：罗雷、圣艾蒂安迪维冈、普拉代勒、诺萨克、欧鲁、圣博内德蒙托鲁、诺萨克-丰塔讷。
丰塔讷的时区为UTC+01:00、UTC+02:00（夏令时）。

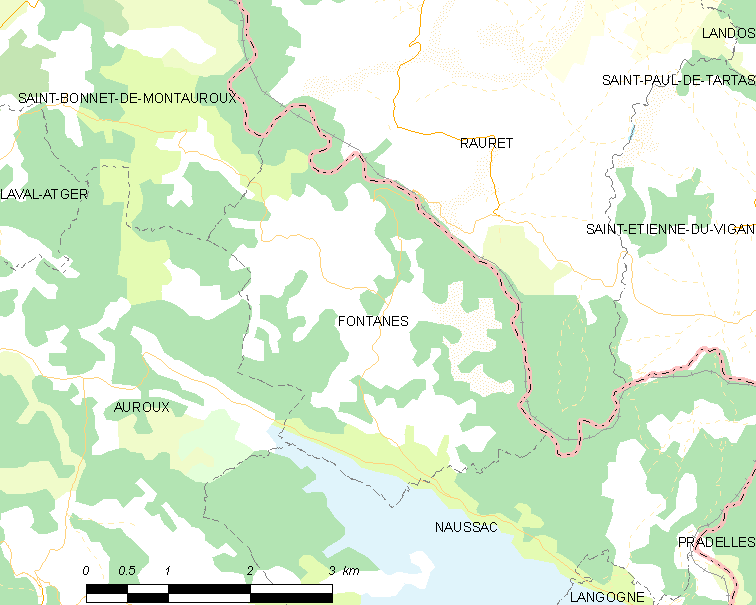
丰塔讷的OSM定位图

## 行政
丰塔讷的邮政编码为48300，INSEE市镇编码为48062。

## 政治
丰塔讷所属的省级选区为朗戈涅县。

## 人口

1962-2008年间丰塔讷人口变化图示

丰塔讷于2018年1月1日时的人口数量为160人。